# عمارة غرب

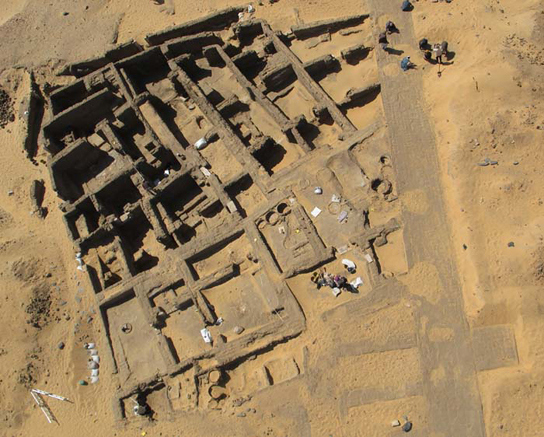
بقايا مدينة عمارة غرب المصرية القديمة

عمارة غرب هو الاسم الحديث لمدينة مصرية قديمة على الضفة الغربية لنهر النيل، في شمال السودان الحديث، على بعد حوالي 100 كيلومتر جنوب الجندل الثاني و 750 كيلومتر من الخرطوم، مقابل بلدة عبري الحالية. تأسست المدينة القديمة في عهد الملك سيتي الأول في أوائل عصر الرعامسة (حوالي 1300 قبل الميلاد)، أي الفترة الأخيرة من الإمبراطورية المصرية. وغالباً ما تسمى النوبة العليا أو كوش، أي تقريباً المنطقة الواقعة بين الجندل الثاني في الشمال وجبل البركل في الجنوب.

## تاريخ
خلال العصر الإمبراطوري العظيم للرعامسة (حوالي 1307-1070 قبل الميلاد)، امتدت إمبراطورية مصر من ما يعرف الآن بسوريا إلى شمال السودان، وكان لها تأثير كبير بعد ذلك. تم تزيين المعابد للتأكيد على السيطرة المصرية الكاملة على العالم المعروف. استعادت مصر النوبة حوالي 1500 قبل الميلاد، وظلت جزءًا من الإمبراطورية المصرية حتى عام 1070 قبل الميلاد. تم وصف سكانها بشكل مخزي على أنهم «ليسوا أناسًا يحترمهم المرء، إنهم تعساء بقلوب مهزومة».
كانت مستوطنة مخططة تضم مسؤولين مصريين وعسكريين وموظفين مرتبطين بها. بينما تشرح النصوص المصرية المعاصرة خطاب الهيمنة الثقافية، هناك أدلة من مناطق حدودية أخرى تشير إلى تفاعل واسع النطاق بين المصريين والنوبيين. حوالي 1070 قبل الميلاد فقدت السيطرة السياسية المصرية على النوبة العليا، على الأرجح في وقت تغير مناخي عميق في المنطقة، وكان من المفترض أن يتم التخلي عن منطقة الاستيطان في عمارة غرب. ومع ذلك، فقد كشف العمل الميداني في المقابر عن أدلة على أن الناس استمروا في العيش في المنطقة حتى حوالي 800 قبل الميلاد على الرغم من أن ودائع التسوية لهذه الفترة اللاحقة مفقودة حتى الآن.
خلال فترة استخدامها، كانت عمارة غرب تقع على جزيرة لها قناة نهرية شمالها، والتي جفت منذ ذلك الحين. يبلغ طول جدارها المصنوع من الطوب اللبن 108 أمتار على كل جانب. لها بوابتان في الشمال والغرب. كانت معظم المباني في البلدة من الطوب اللبن مع عتبات وعتبات وعتبات أبواب فقط يتم تنفيذها من الحجر الرملي. عاشت المدينة حوالي 200 عام وشهدت المباني إعادة ترتيب وتجديد كبيرة. تم التمييز بين أربع مراحل مهنية رئيسية.
احتل الزاوية الشمالية الغربية مقر إقامة نائب كوش، أي محافظ الجزء الجنوبي من إقليم النوبة التابع للإمبراطورية المصرية، المسؤول الأعلى في البلدة. في الزاوية الشمالية الشرقية يوجد معبد آمون - الهيكل الوحيد المبني من الحجر الرملي. ربما بدأ تشييده في عهد سيتي الأول، لكن زخرفته نُفِّذت في الغالب في عهد خلفائه. يتميز المعبد بتصميم نموذجي للإمبراطورية المصرية مع ساحة معاصرة وقاعة أعمدة وثلاث مصليات عبادة في العمق. وقد تم تغطيتها بالكامل تحت الغنيمة من أعمال التنقيب، وذلك لحمايتها بالدرجة الأولى من تآكل الرياح العاتية السائدة في الموقع.

## تنقيب
تم التنقيب لأول مرة في عمارة غرب، في شمال السودان الحديث، في 1938-1939 ومرة أخرى في 1947-1950 من قبل جمعية استكشاف مصر، التي كشفت عن منازل محفوظة جيدًا، ومرافق تخزين، ومعبد مزخرف من الحجر الرملي، وأجزاء من المقابر. ربما كان أهم اكتشاف هو مبنى كبير بالقرب من البوابة الغربية، حيث تم العثور على أجزاء من مداخل الحجر الرملي المزخرفة. ذكرت النقوش العديد من حاملي لقب «نائب كوش» - المسؤول الأول عن منطقة النوبة العليا المحتلة - مما يشير إلى أن عمارة غرب كانت المركز الإداري لكوش منذ عهد سيتي الأول (1290-1279 قبل الميلاد) فصاعدًا.
في عام 2008، بدأ المتحف البريطاني مشروع بحث كبير في عمارة غرب. يوفر الحفاظ على كل من مدينة ومقابرها - التي تزداد ندرة في وادي النيل - إمكانات كبيرة.
كانت منطقة التنقيب الرئيسية في السنوات الأربع الماضية داخل المدينة، شمال المقر الرسمي للنائب مباشرة. تظهر صورة رائعة لحي يتطور عبر قرنين من الزمان: في عدة مراحل، تم تسوية المباني، وتم تشييد المباني الجديدة على تخطيط مختلف، مما يشير إلى خطة لتعديل التخطيط الحضري. تغيرت المنطقة من واحدة من غرف التخزين الكبيرة - ربما مرتبطة بالنائب - إلى تجمع كثيف من المنازل المتجاورة.
توسعت الحفريات الأخيرة التي قامت بها بعثة من المتحف البريطاني إلى ما يسمى الضاحية الغربية، خارج المنطقة المسورة. تأسست بعد حوالي 100 عام من ظهور المدينة، وهي تتألف من عدة فيلات واسعة حافظت على العديد من المنشآت والأشياء من احتلالها الأساسي. كان الاكتشاف غير المعتاد هو عدد من قطع أراضي الحدائق التي تم وضعها بين المباني.
أظهر التنقيب في فيلا واحدة كيف كان السكان حريصين على التعبير عن الثروة بنفس الطريقة التي كان بها معاصروهم في مصر. يتميز هذا المنزل الكبير المبني من الطوب اللبن (397 مترًا مربعًا) بباب حجري مهيب، وفناء في الهواء الطلق، ومجموعة من الغرف لإعداد الطعام، جنبًا إلى جنب مع المزيد من غرف الاستقبال المنعزلة وغرفة نوم رئيسية في الجزء الخلفي من المنزل. تمشيا مع الممارسة في مصر نفسها، فإن عدد أحجار طحن أفران الخبز وأبناء التخزين تشير إلى تخزين المزيد من المخزنة والمزيد من الحاجة إلى السكان. وجدنا تحت أرضية إحدى الغرف شوكة - قطعة من الفخار المكسور تستخدم كسطح كتابة - تحمل مقطعًا من وصايا أمنمحات، وهو نص أدبي ينصح فيه الملك المتوفى الحكام المستقبليين. يوضح هذا الاكتشاف أن البعض في عمارة غرب كانوا يستمتعون بالقراءة ونسخ ما كان كلاسيكي يبلغ من العمر 500 عاما. أظهر الرسم الطبقي أسفل الفيلا أن هذه المنطقة الخارجية تطورت في وقت متأخر من تاريخ المدينة، ربما بدافع من رغبة بعض السكان في الهروب من حدود المدينة المسورة المكتظة بشكل متزايد.
كان الخطاب والأيقونات لتفاعل المصريين القدماء مع كوش من الهيمنة الكاملة - «كوش الحقيرة» هي عبارة شائعة في النقوش. على نحو متزايد، يُنظر إلى المواجهات الاستعمارية على أنها «تشابكات»: الزواج المختلط، والنفاذية الثقافية، والهويات المتغيرة هي منتجات نموذجية لمثل هذه البيئات.
في بلدة عمارة غرب، كانت الهندسة المعمارية للمدينة (وفي الواقع مشاهد النصر المبهمة على البوابة والمعبد) مصرية بشكل لا لبس فيه، وكذلك كانت غالبية الأشياء التي صنعها السكان واستخدامها. لكن المدينة كانت بعيدة عن أن تكون متجانسة: ما يصل إلى 10٪ من الخزفيات عبارة عن أواني نوبية مصنوعة يدويًا، وجميع أواني الطهي تقريبًا.
يمكن أن يعكس هذا مقاربات مهمة لإعداد الطعام واستهلاكه، على الرغم من أن الأدلة الحيوانية والنباتية، في هذه المرحلة الأولية من التحليل، تتفق بشكل كبير مع تلك الموجودة في مصر المعاصرة، بما في ذلك زراعة الشعير والزمر. توفر التحليلات البتروغرافية والكيميائية للأقمشة الفخارية رؤى مهمة حول الأواني التي صنعت محليًا والتي تم جلبها من مصر. بين البوابة الغربية للمدينة وفيلا في الحي الجنوبي، اكتشفنا مبنى بيضاويًا في التقاليد المعمارية التي تعود إلى قرون في النوبة العليا، على غرار المباني في العاصمة النوبية السابقة كرمة. حتى الآن، لم نحدد الغرض منه - ربما منزل أو مصلى صغير، أو حتى ببساطة لتجهيز الطعام - ولكن أيا كان الذي بناه اختار عدم بناء مبنى على الطراز المصري.
تضم عمارة غرب أيضًا منطقتين مقبرتين شمال قناة النهر الجاف. كلاهما معاصر للمدينة. إن الحفظ فوق الأرض ضعيف، لكن بعض المقابر الموجودة على جرف صخري في الشمال الغربي كانت تتميز في الأصل ببنية فوقية من الطوب اللبن على شكل مصليات مع أهرامات صغيرة متصلة، وهي نسخة مصغرة من عمارة مقابر النخبة الموجودة في تومبوس وصوليب وساي. من اللافت للنظر، في المقبرة الشمالية الشرقية، أن قبرًا واحدًا على الأقل به تل دفن دائري، مما يشير إلى التقاليد الجنائزية الأصلية، ولكن في هذه الحالة ترتبط بمقابر على الطراز المصري. استمر استخدام الجبانتين حتى بداية مملكة كوش، أي القرن الثامن قبل الميلاد. بينما يشير هذا إلى أن عمارة غرب نفسها كانت محتلة في هذا العصر، لم يتم تحديد أي بقايا معمارية مماثلة في المدينة
المقبرة، أيضًا، تعكس الاختلاط الثقافي الموجود في عمارة غرب. لكن عمارة غرب كانت جزءًا من عالم أوسع بكثير، كما ثبت من خلال اكتشاف كل من جرار الرِكاب الميسينية والتقليد المصري لها.
كشف المسح المغناطيسي خلال الموسم الأول عن «ضاحية» غير معروفة سابقًا من الفيلات الكبيرة التي امتدت إلى الغرب من المدينة: من الواضح أن السكان لم يشعروا بالحاجة إلى الاحتماء داخل الجدران الدفاعية ظاهريًا، مما يشير إلى أن النوبة العليا كانت سلمية إلى حد كبير في ظل حكم الرعامسة.
على نطاق أصغر، تمت إعادة صياغة الترتيبات الداخلية داخل هذه المنازل بشكل متكرر لتلبية الاحتياجات المتغيرة. يسمح الحفاظ الممتاز للهندسة المعمارية - غالبًا ما يكون ارتفاعه مترين - بفهم جيد للمساحة، ومن التركيبات والتركيبات المصنوعة يدويًا يمكننا تنفيذ وظائف الغرف المختلفة.